# Tolkien e raça
Os romances de fantasia do escritor JRR Tolkien têm sido frequentemente acusados de incorporar atitudes ultrapassadas em relação à raça humana.    No entanto, os estudiosos notaram que ele foi influenciado pelos posicionamentos dos cientistas vitorianos em relação à raça, e que foi anti-racista tanto em tempos de paz como durante a Primeira e a Segunda Guerra Mundial. 
Como Tolkien viveu a eugenia do final do século 19 e o surgimento das falsas teorias da suposta superioridade branca,  alguns críticos acreditam que a menção à miscigenação em O Senhor dos Anéis incorpora elementos do racismo científico.   Outros analistas relacionam a descrição dos orcs feita por Tolkien, foi inspirada nas caricaturas racistas de propaganda anti-japonesa durante a segunda guerra.  Críticos também notam, que a obra incorpora uma geografia moral, com o bem no Ocidente e o mal no Oriente. 
Defensores do autor declaram que Tolkien se opôs fortemente às teorias raciais nazistas, como pode ser visto em uma carta de 1938 que ele escreveu ao seu editor,  E que na Segunda Guerra Mundial ele se opôs vigorosamente à propaganda anti-alemã.  A Terra Média é descrita por eles como definitivamente Multicultural e Multilingue,  enquanto os estudiosos notaram que os ataques direcionados a Tolkien baseados em O Senhor dos Anéis muitas vezes omitem  essas passagens do texto.   

## Debates e acusações sobre racismo na obra de Tolkien

### Acusações
Alguns críticos encontraram o que consideram visões obsoletas sobre raça nas histórias de Tolkien, geralmente com base em suas visões de como suas descrições retratam a relação entre a maldade e a raça (os principais povos deste universo são Elfos, Anão, Hobbit, Homem e Orc).  Robert Stuart começa sua análise afirmando que Tolkien era um "racialista", já que escreve sobre raças com atributos diferentes, antes de escrever "Tolkien era racista?" e analisando, por sua vez, o uso das cores pretas e brancas por Tolkien (incluindo sua antipatia ao racismo e apartheid na África do Sul ), a natureza dos Orcs, as conexões raciais em sua língua, o antisemitismo e a aparente hierarquia de raças presentes neste universo.  Stuart conclui a análise descrevendo que "o legado de Tolkien está repleto de passagens racialistas e, às vezes, imbuído de racismo." 

### Defesas
A folclorista e estudiosa da obra de Tolkien, Dimitra Fimi examina a escrita e as atitudes de Tolkien em relação à raça humana em seu livro lançado em 2009, "Tolkien, Race and Cultural History". Ela observa que outros estudiosos como Anderson Rearick, David Perry e Patrick Curry criticaram ou defenderam Tolkien das acusações de racismo. Ela afirma, no entanto, que ele escreveu principalmente "quando teorias racistas ainda eram consideradas cientificamente válidas". Na sua opinião, é portanto "muito problemático abordar tais questões [do racismo] na obra de Tolkien, uma vez que só poderiam ser tratadas no âmbito das perspectivas modernas sobre o racismo e a discriminação racial." 

## Raça e Terra Média

### Medo do declínio Ocidental através da miscigenação
Os historiadores de literatura inglesa, William N. Rogers II e Michael R. Underwood observam que um elemento bastante difundido na cultura ocidental do final do século 19 era o medo da queda do ocidente e a degeneração; isso resultou na eugenia.  Em As Duas Torres, o personagem Ent Barbárvore diz: 
It is a mark of evil things that came in the Great Darkness that they cannot abide the Sun; but Saruman's Orcs can endure it, even if they hate it. I wonder what he has done? Are they Men he has ruined, or has he blended the races of Orcs and Men? That would be a black evil!
Robin Anne Reid, escrevendo para o Journal of Tolkien Research, relata que os estudos modernos das possíveis influências sobre os orcs da Terra Média incluem um foco no racismo científico do século XIX e nos debates do século XX sobre este conceito.  De forma similar, a socióloga australiana Helen Young, que estuda as ligações entre a supremacia branca e o medievalismo, descreve Tolkien como uma ponte entre o racismo científico do século XIX e o racismo na literatura de fantasia moderna. 

### Terra Média e Multiculturalismo
A historiadora germânica Sandra Ballif Straubhaar afirma que "um mundo multicultural e multilíngue é apresentado de maneira essencial" para a Terra-média e que os leitores e cinéfilos perceberão isso rapidamente. 
O pesquisador e estudioso de Tolkien, Jared Lobdell também discordou de quaisquer menções de racismo inerente ou latente nas obras do autor e se perguntou "se houvesse uma maneira de escrever uma fantasia épica sobre uma batalha contra um espírito maligno e seus monstruosos servos sem que isso fosse sujeito a especulação de ser intencionalmente racista". 
Straubhaar chama as "acusações recorrentes de racismo na construção da Terra Média por Tolkien de "interessantes". Straubhaar cita o especialista sueco de estudos culturais David Tjeder, que descreveu o relato de Gollum sobre os homens de Harad ("Não são legais; eles parecem homens muito cruéis e perversos. Quase tão ruins quanto Orcs, e muito maiores."  ) no Aftonbladet como "estereotipado e reflexivo das atitudes e pensamentos colonialistas”. Ela diz que a visão de Gollum, com suas "suposições arbitrárias e estereotipadas sobre o 'Outro'", é absurda e que Gollum não pode ser considerado um reflexo da opinião de Tolkien. Straubhaar contrasta isso com a resposta mais humana de Samwise Gamgee à visão de um guerreiro Harad morto, no momento que ela acha "mais difícil de encontrar falhas": 
He was glad that he could not see the dead face. He wondered what the man's name was and where he came from; and if he was really evil of heart, or what lies or threats had led him on the long march from his home.
Fimi observa na mesma passagem que o autor está ol "longe de demonizar o inimigo ou desumanizar o 'herói". 
Straubhaar rebate o estudioso britânico Stephen Shapiro, que escreveu ao The Scotsman que 
Put simply, Tolkien's good guys are white and the bad guys are black, slant-eyed, unattractive, inarticulate, and a psychologically undeveloped horde.
Straubhaar admite que Shapiro pode ter tido razão com "olhos puxados", mas comenta que isso era mais suave do que o de muitos de seus romancistas contemporâneos à época de Tolkien, como John Buchan, e observa que o autor fe
fez "objeção horrorizada" quando as pessoas aplicaram a terra média aos eventos atuais. Ela observa igualmente que Tjeder não tinha notado o "esforço concertado" de Tolkien em mudar o "paradigma" da Europa Ocidental de que os falantes de línguas nórdicas eram "etnicamente superiores".

Patrick Curry, Christine Chism e outros dizem que as críticas focadas ao suposto racismo muitas vezes omitem trechos textuais relevantes, citam cenas das adaptações em vez do próprio livro, ignoram a ausência das evidências e de atitudes ou eventos racistas na vida pessoal do autor, e afirmam que a percepção do racismo é em si uma teoria marginal.[4][1]
Entretanto o próprio Tolkien declarou que ele pensou em judeus para fazer os seus personagens Anões, e que a língua dos Anões foi "construída para  parecer de origem semita". Isso levanta a opinião, exposta por Rebecca Brackmann em Mythlore, de que existe um elemento de Antisemitismo, por mais profundamente obscuro, no relato de Tolkien sobre os Anões, herdado dos pensamentos antisemitas durante seu tempo. Brackman observa que Tolkien rebateu ras acusações em seus ensaios sobre a Terra média.

### A maldade dos Orcs

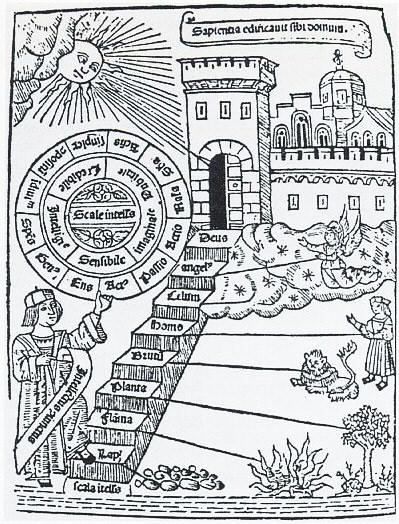
Dimitra Fimi observa que a Terra média assume uma semelhança fixa à hierarquia social medieval.

Anderson Rearick III concorda que na Terra média, a escuridão e a cor preta estão ligadas aos orcs e ao Senhor das Trevas Sauron, mas lista vários argumentos que defendem Tolkien da acusação de racismo. Rearick cita a observação feita por Steuard Jensen de que existem "personagens de pele clara nos livros que fizeram coisas más",  e termina citando os personagens Boromir, Denethor, Gollum, Saruman e Grima Wormtongue. Ele observa que a ligação entre a escuridão e o mal é feita muitas vezes na Bíblia, com frases como "sombra da morte" ou "vós são filhos da luz". Os orcs irremediáveis, ele observa, são rastreáveis a vocabulários ingleses antigos onde Orcus (Plutão, governante do submundo, ou morte) é citado no dicionário como "orc, gigante, ou o diabo do inferno". Rearick termina afirmando que o racismo é uma "filosofia de poder", enquanto O Senhor dos Anéis encarna a renúncia cristã ao poder; ele explica que Frodo desiste de tudo para cumprir sua busca, assim como Cristo fez. Em sua opinião, "nada poderia ser mais contrário às suposições do racismo do que um Hobbit como um herói".
, autor de um estudo acadêmico sobre Tolkien e raça, observa os anos de acalorado debate popular e acadêmico sobre se Tolkien era racista e concluiu que a resposta é mista. Ela escreve que a Terra média é hierárquica como a grande cadeia medieval, com Deus no topo, e logo após Elfos, Homens e em último monstros como os Orcs. Em sua opinião, isso faz sentido em termos de teológicos, e de fato em uma mitologia como O Silmarillion: mas um romance como O Senhor dos Anéis tem personagens aperfeiçoados em vez de meros símbolos do bem ou do mal.
Fimi escreve que Tolkien "exagerou" sobre as origens dos orcs. Se fossem Elfos ou Homens corrompidos, isso se encaixaria na visão de que Morgoth poderia corromper mas não criar; porém Elfos e Homens tinham livre arbítrio, e se fizessem o mal, talvez pudessem ser redimidos. Ela escreve que um autor anterior à Tolkien, George MacDonald criou uma raça de duendes malignos, algo que ela acha igualmente desconfortável "produto das teorias do século XIX sobre raça e degeneração". Fimi observa, no entanto, que um romance é escrito dentro de uma tradição; os orcs de Tolkien se encaixam na tradição dos goblins de MacDonald e, finalmente, dos monstros em Beowulf. Ela conclui: "Acredito que os preconceitos raciais de Tolkien estão implícitos na Terra média, mas seus valores - amizade, comunhão, altruísmo, coragem, entre muitos outros - são explícitos, o que faz com que esse mundo seja complexo e mais interessante", destaca que as complexidades deste tipo fazem com que as pessoas de cada geração leiam O Senhor dos Anéis, e interpretá-lo a sua maneira.

### Orcs como possível descrição de orientais
Em uma carta privada, Tolkien descreve os orcs como:
squat, broad, flat-nosed, sallow-skinned, with wide mouths and slant eyes: in fact degraded and repulsive versions of the (to Europeans) least lovely Mongol-types."
A especialista de Tolkien, Dimitra Fimi descreve suas menções de "tons negros" e olhos inclinados como "direto da antropologia vitoriana". Uma variedade de críticos notaram que os orcs carregam características físicas de não-europeus. Andrew O'Hehir descreve os orcs como "uma raça Untermensch criada por Morgoth e Sauron que é moralmente irremediável e merece apenas a morte. Eles são de pele escura e olhos inclinados, e embora possuam razão, fala, organização social e, como Tom Shippey menciona, uma espécie de sensibilidade moral, eles são inerentemente maus". Ele nota a descrição de Tolkien deles, dizendo que dificilmente poderia ser mais reveladora como uma representação do "Outro", mas que é "o produto de sua época, como a maioria de nossos preconceitos inevitáveis". Em uma carta a seu filho, Christopher, que estava servindo na RAF durante a Segunda Guerra Mundial, Tolkien escreveu sobre orcs como aparecendo em ambos os lados do conflito:
Yes, I think the orcs as real a creation as anything in 'realistic' fiction ... only in real life they are on both sides, of course. For 'romance' has grown out of 'allegory', and its wars are still derived from the 'inner war' of allegory in which good is on one side and various modes of badness on the other. In real (exterior) life men are on both sides: which means a motley alliance of orcs, beasts, demons, plain naturally honest men, and angels.
A crítica literária Jenny Turner, escrevendo na London Review of Books, endossa o comentário de O'Hehir de que os orcs são "por design e intenção a caricatura paranóica de uma raça que o norte europeu tem sobre os não brancos". O jornalista Ed Power, do The Daily Telegraph, compara os orcs aos soldados em Star Wars, pois ambos são "uma encarnação metafórica" da maldade.  De acordo com Power, a mitologia de Tolkien criada para a Inglaterra exigia que os personagens fossem inteiramente bons ou maus. [1]

### Geografia moral: Ocidente versus Oriente
John Magoun, no livro The J. R. R. Tolkien Encyclopedia, diz que a terra média tem uma "geografia moral totalmente expressa". Os povos da terra média variam dos Hobbit de Shire no noroeste, dos maus "Easterlings" no leste e da "sofisticado imperial e decadente" do sul. Magoun explica que as terras ocidentais como Gondor são virtuosas, o lado "complicado" da terra média vem do sul com Mordor sendo descrita como infernal, e Harad no extremo sul é "quente e quase regressando  para a selvageria". A historiadora medieval e estudiosa da obra de Tolkien Marjorie Burns também observou a "superioridade do Norte sobre o Sul e que é literalmente o Ocidente sobre o Oriente" do Tolkien.
Tolkien negou estas alegações em uma carta de 1967 para seus entrevistadores Charlotte e Denis Plimmer:
Auden has asserted that for me 'the North is a sacred direction'. That is not true. The North-west of Europe, where I (and most of my ancestors) have lived, has my affection, as a man's home should. I love its atmosphere, and know more of its histories and languages than I do of other parts; but it is not 'sacred', nor does it exhaust my affections. I do have, for instance, a particular fondness for the Latin language, and among its descendants for Spanish. That is untrue for my story, a mere reading of the synopses should show. The North was the seat of the fortresses of the Devil [ie. Morgoth].
Tolkien apontou que essa divisão moral Ocidente vs Oriente se desenvolveu naturalmente ao longo da história fictícia e negou que se aplicasse ao mundo moderno:

## Evidência de anti-racismo de Tolkien
Estudiosos como Fimi observam que Tolkien era, em alguns aspectos, claramente anti-racista, pois se opunha ativamente às teorias racistas, recusava-se a declarar que tinha origem "ariana" para ter um dos seus livros publicado na Alemanha nazista, falava abertamente contra o nazismo, chamando Hitler de "ignorante".

### Oposição à teoria racial nazista
Em Potsdam no ano de 1938, os editores da tradução alemã de O Hobbit, escreveram a Tolkien perguntando se ele era de pura ascendência arisch ("ariana"). Ele perguntou a Stanley Unwin se aquela pergunta dos tradutores foi "impertinência por causa da posse de um nome alemão, ou as suas leis lunáticas exigem um certificado de origem 'arisch' de todas as pessoas de todos os países?".
Tolkien redigiu duas cartas para Rütten & Loening; apenas um sobrevive, e seu biógrafo Humphrey Carpenter presume que Unwin enviou o outro para os tradutores alemães. O rascunho sobrevivente diz: "Lamento não ter sido claro sobre o que você pretende com [eu ser ou não] arisch. Não sou de origem ariana: isso é indo-iraniano... Mas se quiser entender que você está perguntando se sou de origem judaica, só posso responder que lamento não ter tido ancestrais desse povo talentoso..."

### Oposição ao apartheid na África do Sul
Durante a Segunda Guerra Mundial, o filho de Tolkien, Christopher, treinando na África do Sul pela RAF, expressou preocupação com o tratamento dos negros nas mãos dos brancos, e seu pai respondeu: 
Quanto ao que você diz ou insinua sobre condições “locais”: eu sabia delas. Não creio que tenham mudado muito (mesmo para pior). Eu costumava ouvi-los discutidos pela minha mãe; e desde então tenho tido um interesse especial por aquela parte do mundo. O tratamento dado à pessoas de cor quase sempre horroriza qualquer pessoa que sai da Grã-Bretanha e não apenas existe na África do Sul. Infelizmente, poucos mantêm esse sentimento generoso por muito tempo.

## Em adaptações
A discussão sobre racismo na Terra média continuou enquanto os cineastas procuravam retratar orcs e outras raças de Tolkien. O jornalista David Ibata alega que os orcs nos filmes de Peter Jackson se parecem muito com "as piores representações dos japoneses desenhadas por ilustradores americanos e britânicos durante a Segunda Guerra Mundial". A autora de ficção científica NK Jemisin escreve que "Orcs são frutos da videira venenosa que são o constante medo humano do 'Outro'". O especialista em literatura inglesa, Robert Tally chama os orcs de inimigos demonizados. Relendo o livro de 2022 de Robert Stuart, Tolkien, Race, and Racism in Middle-earth, Tally escreve que embora o livro seja valioso e completo, o "desejo de Stuart de absolver Tolkien das acusações [...] é compreensível, mas é importante reconhecer e enfatizar a verdade para que as ameaças representadas pelos supremacistas brancos[...] sejam facilmente rejeitadas ou subestimadas".
The Lord of the Rings: The Rings of Power, uma série spin-off, exibida em setembro de 2022, atraiu "debates acirrados". Isso ocorre por meio da escalação de "pessoas de cor" para papéis como Anões, Hobbits e Elfos. O elenco agradou alguns fãs, mas irritou outros que acham que os personagens devem permanecer brancos.  Muitos fãs de Tolkien foram hostis ao elenco e citaram uma declaração atribuída erroneamente ao autor: "O mal não pode criar nada novo, só pode estragar e destruir". O elenco da série se manifestou contra o racismo dirigido aos atores envolvidos. O autor de fantasia Neil Gaiman, defendendo o elenco, comentou que "Tolkien descreveu os Harfoots como 'de pele mais morena' do que os outros hobbits. Então, acho que qualquer um que resmungue é racista ou não leu seu Tolkien". Os espectadores observaram que os harfoots são semelhantes aos hobbits e falam com sotaque irlandês, comportam-se como camponeses medievais e são acompanhados por música celta; e que eles se assemelham às representações "extremamente pouco lisonjeiras" dos irlandeses do caricaturista do século 19 feitas por John Leech na revista Punch. Gaiman havia escrito anteriormente em um contexto mais amplo que "Os supremacistas brancos não são donos da mitologia nórdica, mesmo que alguns deles pensem que sim".

## Uso da obra por supremacistas
Na Itália, O Senhor dos Anéis é considerado fascista por alguns grupos e organizações fascistas italianas que estão supostamente usando o livro para recrutamento. Aliança Nacional (Itália), um partido político italiano de extrema-direita, tirou uma foto de O Senhor dos Anéis: A Sociedade do Anel para promover um discurso de seu líder, Gianfranco Fini.
O ex-lider da Atomwaffen Division após ser preso pediu livros, cartas e fanfics de Senhor dos Anéis. Um blogueiro ligado ao The Base escreveu que o romance era "um conto ariano inspirador" e que os neonazis são como Frodo.